# 1300 w literaturze
Wydarzenia literackie w 1300 roku.

## Zmarli
- Guido Cavalcanti, włoski poeta (ur. ok. 1255)
- Guillaume de Machaut, francuski poeta (data niepewna)